# Битва біля Лісси (1866)
Битва біля Лісси — морська битва між австрійським та італійським флотами під час австро-італійської війни 1866 року, яка відбулась 20 липня 1866 року в Адріатичному морі поблизу острова Лісса.
Перша битва ескадр парових броненосних кораблів.

## Передумови
14 червня 1866 року розпочалась австро-італійська та австро-прусська війни. 20 червня італійські війська вторглись у Венеційську область, але вже 24 червня зазнали поразки в битві при Кустоці.
29 червня Пруссія завдала поразки союзнику Австрії Ганноверу в битві при Лангензальці, а вже 3 липня 1866 року Пруссія завдала поразки самій Австрії в битві під Садовою. Австрія була змушена перекинути частину військ з Італії на північ, для відсічі Пруссії. Італія знову почала наступ на Венеційську область, але особливих успіхів не досягла. У цій ситуації Італії була потрібна перемога для посилення її позиції на майбутніх мирних переговорах.

## Стан флотів

### Італійський флот
З 1860 року Італія вкладала значні кошти в розвиток флоту. Міністр військово-морських сил адмірал Карло Пелліон ді Персано прийняв стратегічне рішення відмовитись від дерев'яних кораблів як основної сили флоту і будувати броненосці. Оскільки італійська промисловість не могла повністю забезпечити потреби флоту, значну частину кораблів замовили за кордоном.
Так, у Франції будувались два броненосці типу «Формідабіле», чотири типу «Реджина Марія Піа», а також два броненосці канонерські човни «Палестро». У США були побудовані два броненосці типу «Ре д'Італія», а у Великій Британії будувався броненосець «Аффондаторе», який італійці вважали найбільш боєздатним кораблем свого флоту. В самій Італії будувались три броненосці типу «Прінчіпе ді Каріньяно», але до початку війни був побудований лише головний корабель серії, «Прінчіпе ді Каріньяно».
Крім броненосців, у складі італійського флоту були 1 гвинтовий лінійний корабель, 10 гвинтових фрегатів та 4 гвинтові корвети, а також низка менших кораблів.
Проте організація бойової підготовки та управління були незадовільними. Значна частина механіків та інженерів були іноземцями і з початком війни покинули Італію. Італійські механіки слабо знали матеріальну частину, і парові машини були у поганому стані. Оскільки броненосний флот створювався з нуля, екіпажі кораблів потребували навчання та практики з керування своїми кораблями та діями у складі ескадри. Навчання зі стрільби та спільного маневрування проводились у недостатній кількості.
Крім того, серед офіцерів, вихідців з різних регіонів, а ще зовсім недавно — різних країн, не було єдності. Постійно виникали конфлікти за керівні посади та привілеї.

### Австрійський флот
Австрія завжди була сухопутною імперією, і тримала на Адріатиці лише невеликий флот для захисту своїх володінь в Італії та на Балканах. Але з початком італійських воєн за незалежність та об'єднання Італії вони побудували декілька парусних дерев'яних корветів, а пізніше перебудували їх у гвинтові.
Брат імператора Франца Йосифа I, ерцгерцог Фердинанд Максиміліан, який у 1854 році став на чолі австрійського флоту, розумів його значення у майбутніх війнах. Він запросив до країни данського офіцера Ганса Далерупа (дан. Hans Birch Dahlerup) та ряд іноземних офіцерів для реформування флоту. Він зумів запустити програму будівництва спочатку дерев'яних парових фрегатів, а пізніше броненосців, причому кораблі будувались на австрійських верфях. Родинні зв'язки з імператором дозволяли Максиміліану вирішувати багато проблем без бюрократичних затримок.
На початок війни у складі австрійського флоту було сім дерев'яних броненосних парових фрегатів, один паровий лінійний корабель, п'ять парових гвинтових фрегатів та два парові корвети.
Перед початком війни командувачем австрійським флотом був призначений Вільгельм фон Тегетгофф — талановитий офіцер, який зумів організувати постійні навчання екіпажів з маневрування, навчальні стрільби та відпрацьовував різноманітні тактичні схеми.

## Хід битви

План битви біля Лісси

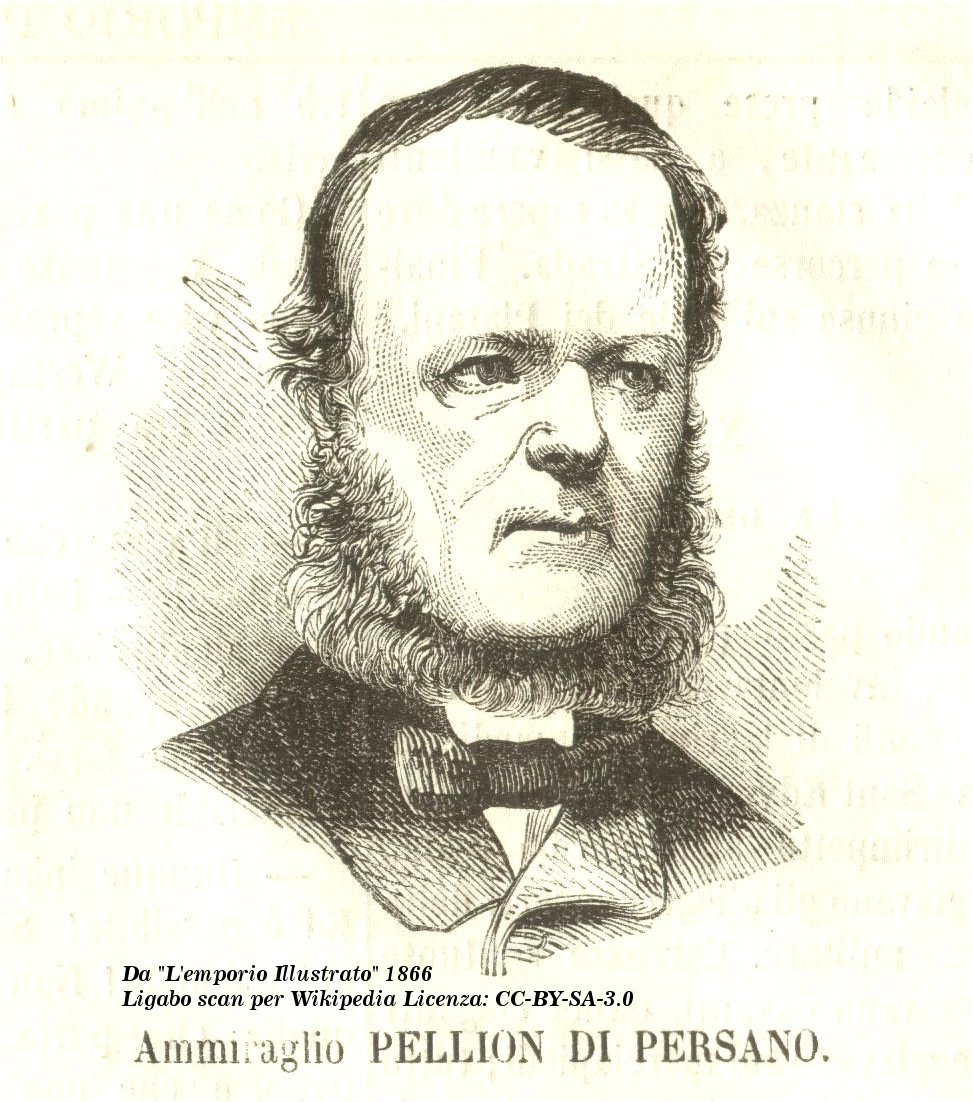
Адмірал Персано

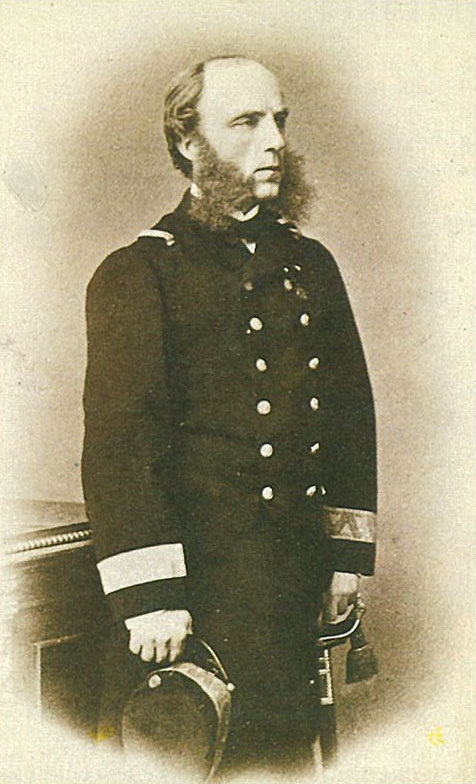
Контр-адмірал Тегетгофф

### Перед битвою
Командувач італійським флотом адмірал Карло Пелліон ді Персано отримав наказ вийти в море заблокувати австрійські порти Трієст, Фіуме, Поду, Зару, Каттаро і захопити острови Црес або Ліссу, а також артилерійськими обстрілами зруйнувати залізничне сполучення між Трієстом і Венецією.
7 липня італійська ескадра вийшла в море, але вже 14 липня повернулась на свою базу в Анконі. Нерішучий адмірал Персано остаточно втратив довіру та повагу своїх людей, але замінити його на адміралів Вакка чи Альбіні не було політичної можливості — висунення на перші ролі вихідців з різних регіонів ще донедавна роз'єднаної Італії внесло би додатковий розбрат у й так непрості стосунки особового складу об'єднаного флоту.
16 липня 1866 року під натиском уряду італійська ескадра під командуванням адмірала Персано вийшла з Анкони в море. Ескадра була поділена на дивізію адмірала Вакки (флагман «Прінчіпе ді Каріньяно», «Кастельфідардо», «Анкона»), дивізію Персано (флагман «Ре д'Італія», «Палестро», «Сан Мартіно»), дивізію капітана Аугусто Ріботі (флагман «Ре ді Портогалло», «Варезе», «Реджина Марія Піа», «Формідабіле» та «Террібіле»). Адмірал Альбіні командував ескадрою з дерев'яних та допоміжних кораблів (5 гвинтових фрегатів, канонерські човни, авізо, госпітальне судно, транспорти). Десант складався з 500 морських піхотинців та 1000 солдатів.
Метою операції було завоювання (за допомогою висадки десанту) острова Лісса, на якому знаходилась укріплена база австрійського флоту. На острові було 9 довготривалих укріплень, 11 батарей, гарнізон складався з 3 000 осіб.
Італійці не мали точних відомостей ні про озброєння берегових батарей, ні про чисельність гарнізону. 15 липня авізо під фальшивим британським прапором зібрав відомості про розташування берегових батарей, які прикривали три найбільші гавані острова.

### Бомбардування Лісси
17 липня італійці досягнули острова. Персано віддав наказ розпочати атаку вранці 18 липня.
О 10 ранку італійці розділились на 6 груп
- канонерські човни перерізали телеграфний кабель, який йшов на сусідній острів, а далі на австрійське узбережжя;
- авізо розташувались на північ від острова та мали повідомити про можливий підхід австрійських кораблів;
- проти форту Сан-Джорджо на північному сході діяла дивізія Персано;
- дерев'яні кораблі Альбіні почали обстріл форту Манего на південному сході острова;
- на заході острова в затоці Комізо діяла дивізія адмірала Вакки.

Із самого початку операція розпочалась невдало. Австрійцям вдалось відправити телеграму про напад до того, як італійські канонерські човни перерізали телеграфний кабель. Обстріл берегових батарей протягом дня завдав їм серйозних пошкоджень, проте жодна з них не була подавлена повністю.
Вранці 19 липня прибув броненосний таран «Аффондаторе», два гвинтових фрегати, а також транспорти ще з 1000 солдатів. Приготування італійців затягнулись, і атака розпочалась о 16:00. Персано хотів остаточно подавити опір форту Сан-Джорджо, де залишилось всього 8 гармат, і розпочати висадку десанту.
Італійці наблизились до форту і розпочали вогонь. Вогнем у відповідь австрійці завдали деяких пошкоджень італійським кораблям, підпалили «Анкону», але вивести з ладу броненосці не змогли.
О 19:00 Персано віддав наказ Альбіні про висадку десанту біля порту Каробер. Але Альбіні вважав, ще це місце непридатне для висадки і призупинив операцію. О 20:00 Персано відправив десант на берег, але австрійцям вдалось відбити атаку.
Вранці 20 липня, коли італійці готувались до нової висадки десанту, авізо, яке патрулювало на півночі, повідомило про підхід австрійських кораблів.

### Битва
Вранці 20 липня на допомогу гарнізону острова підійшов австрійський флот в складі 7 броненосців, 7 канонерських човнів, 1 вітрильного лінійного корабля, 5 фрегатів та 1 корвета під командуванням контр-адмірала Вільгельма фон Тегетгоффа.
Тегетгофф вишикував свої кораблі у 3 дивізії, кожна з яких розташовувалась клином. Броненосці йшли у першій лінії, дерев'яні кораблі — у другій, канонерські човни — у третій.
Броненосці мали прорвати ворожу лінію та атакувати ворожі кораблі з малих дистанцій. Дії дерев'яних кораблів мали визначатись по ситуації командувачем Антоном фон Петцом. Канонерські човни мали допомагати дерев'яним кораблям поздовжнім вогнем. Якщо б Тегетгофф загинув у бою, командири кораблів мали приховати цей факт від команд до кінця бою.
Персано, отримавши звістку про підхід австрійських кораблів, почав збирати свої кораблі. Він вишикував їх в кільватерну колону. Ескадра Альбіні була за 16 кабельтових від основних сил і участі в бою практично не брала. Також в бою не брав участь броненосець «Формідабіле», який отримав пошкодження напередодні. «Варезе» приєднався до головних сил, але через пошкодження був досить далеко від них.
О 9:00 припинився дощ, о 10:00 австрійці побачили італійський флот. Тегетгофф віддав наказ атакувати. В італійській лінії були 2 розриви — між головними силами Персано, дивізією Вакки та дивізією Ріботі. О 10:45 «Прінчіпе ді Каріньяно» відкрив вогонь. І саме у цей момент, коли розпочинався бій, Персано переніс свій прапор з «Ре д'Італія» на «Аффондаторе». Імовірно, що командири кораблів не були повідомлені про це. Операція зайняла 10 хвилин, в результаті між двома дивізіями кораблів утворився розрив, в який і спрямував свій удар Тегетгофф.
Австрійські кораблі розрізали лінію італійських між дивізіями Вакки і Персано. Кораблі Вакки повернули на лівий борт, проходячи повз другу лінію австрійських кораблів.
У цей час «Аффондаторе» зробив дві спроби протаранити дерев'яний лінійний корабель «Кайзер». Він вів по противнику вогонь, завдавши «Кайзеру» пошкоджень, але під час другої спроби залп «Кайзера» завдав ушкоджень надбудовам «Аффондаторе». Об 11:00 «Кайзер» та «Ре ді Портогалло» намагались потопити один одного. Під час сутички «Кайзер» сильно постраждав. Крім того по ньому дав залп броненосець «Реджина Марія Піа». Після цього «Кайзер» під прикриттям «Ерцгерцог Фрідріх» та двох канонерських човнів вирушив до форту Сан-Джорджо. Далі підійшли броненосці «Дон Хуан де Аустрія» та «Принц Ойген», які завадили «Аффондаторе» протаранити пошкоджений «Кайзер». Спроба «Аффондаторе» протаранити «Дон Хуан де Аустрія» провалилась через наказ Персано відвернути в сторону.
Атака дивізії Вакки на дерев'яні кораблі австрійців була відбита артилерійським вогнем фрегатів «Донау», «Радецький» і «Шварценберг». Внаслідок цього найсильніші австрійські кораблі атакували броненосці Персано, який залишився без допомоги.
Згодом цей маневр був визнаний помилкою, яка вплинула на перебіг бою не менше, ніж невдалі дії адміралів Персано та Альбіні.
«Ре д'Італія», який все ще вважався флагманом, потрапив під вогонь 4 австрійських броненосців. Йому на допомогу прийшов «Палестро», але він потрапив під вогонь двох австрійських кораблів. Ухилившись від таранного удару броненосця «Ерцгерцог Фердинанд Макс», «Палестро» змушений був відійти. Одна з бомб, випущених броненосцем «Драхе», викликала пожежу на борту «Палестро», на палубі якого був складений додатковий запас вугілля для збільшення дальності плавання.
В цей час «Ре д'Італія» отримав влучання у рульовий привод, який проходив вище ватерлінії і тому був вразливий. Корабель тепер міг керуватись лише машиною. Він намагався дати задній хід, його швидкість в цей момент була невелика, і «Ерцгерцог Фердинанд Макс» протаранив «Ре д'Італія» на повній швидкості. «Ре д'Італія» практично миттєво затонув. Загинуло 400 чоловік, в тому числі командир корабля Еміліо Фаа ді Бруно. У цей час «Анкона» намагалась протаранити австрійський флагман, але зазнала невдачі. Після цього «Анкона» зіткнулась з «Варезе», який намагався допомогти «Ре ді Портогалло». Обидва кораблі зазнали пошкоджень. Інше зіткнення сталось між «Реджина Марія Піа» та «Сан Мартіно».
О 12:10 Тегетгофф наказав своїм кораблям зібратись біля флагмана і вишикував їх трьома колонами. Персано теж віддав наказ атакувати ворога, але ескадра Альбіні залишився на місці. О 13:00 Тегетгофф наказав відрізати палаючий «Палестро», але тому вдалось відійти під захист своїх кораблів. Його взяв на буксир корвет «Говерноло».
Персано мав намір продовжити бій. Але «Ре д'Італія» затонув, «Палестро» горів, пошкоджений «Сан Мартіно» не міг одразу вступити в бій. Італійський флот став покидати поле бою. Австрійські кораблі рушили в сторону Сан-Джорджо. Фактично противники одночасно почали розходитись.
О 14:30 вогонь на «Палестро» дістався до споряджених розривних снарядів. Корабель вибухнув та затонув.
До 22:30 італійські кораблі були поблизу Лісси, але Персано не ризикнув піти на прорив у Сан-Джорджо і вирушив до Анкони. Тегетгофф, у свою чергу, був задоволений поточними результатами і не хотів ризикувати. Полагодивши деякі пошкодження, він вранці 21 липня вирушив до Поли.

## Наслідки
Оскільки ще до початку битви за посередництва французького імператора Наполеона політики домовились, що Венеційська область відходить до Італії, то перемога Австрії не позначилась на результатах війни.
У ході битви італійці втратили 2 броненосці, загинуло 620 чоловік, 40 були поранені. Австрійці втратили 38 загиблими і 138 пораненими. На австрійських кораблях не було зафіксовано жодного загоряння.
Поразка італійців пояснюється слабкістю їх розвідки, відсутністю плану бою, поганим зв'язком, нерішучістю адмірала Персано. Після битви Персано був відданий під суд, звільнений зі служби та розжалуваний. Лише зв'язки із королівським двором дозволили йому уникнути смертної кари.
Перемога Тегетгоффа була зумовлена правильним розрахунком та роботою з підготовки офіцерів та екіпажів кораблів. Меншу кількість броненосців він компенсував локальною перевагою, зосередивши їх у ключовій точці бою. Одразу після отримання звістки про перемогу Тегетгофф був підвищений у званні до адмірала.

## Вплив на військово-морську тактику
Битва показала, що нарізні гармати калібром до 152 мм на бойових дистанціях не в змозі гарантовано пробити броню кораблів противника. Організувати ефективне керівництво під час бою на малих дистанціях теж виявилось неможливо, так як пороховий дим не дозволяв побачити сигнали флагмана. У цій ситуації кожен командир корабля змушений був діяти на власний розсуд, і битва перетворювалась на сутичку, в якій надзвичайно ефективною зброєю ставав таран.
Подальше збільшення водотоннажності кораблів, покращення броні та артилерії, використання водонепроникних перебірок, значне збільшення ефективних дистанцій бою вимагали перегляду тактики бою. Але під впливом битви біля Лісси у флотах багатьох країн тривалий час захоплювались тараном і таранною тактикою бою. Будувались спеціальні маневрені броненосні тарани, а на навчаннях відпрацьовувались відповідні тактичні схеми. Лише у битві при Ялу у 1894 році артилерія знову стала головою зброєю кораблів.

## Галерея

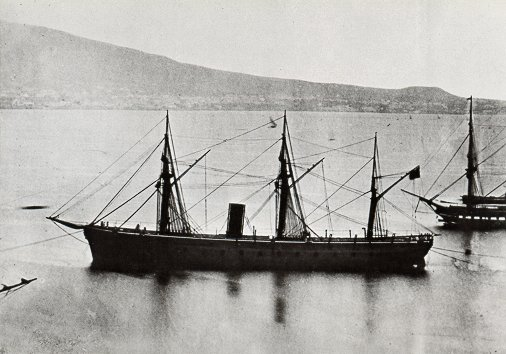
Італійський флагман «Ре д'Італія»
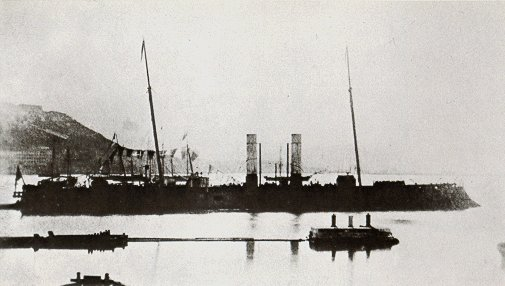
Найновіший італійський корабель «Аффондаторе»
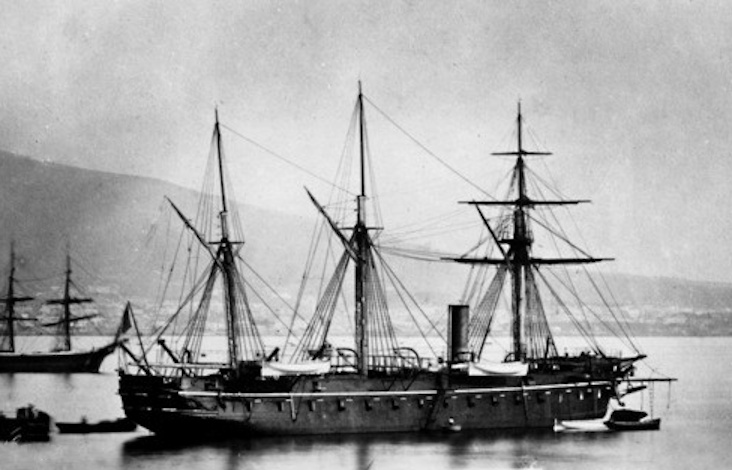
Паровий фрегат «Прінчіпе Ді Каріньяно»
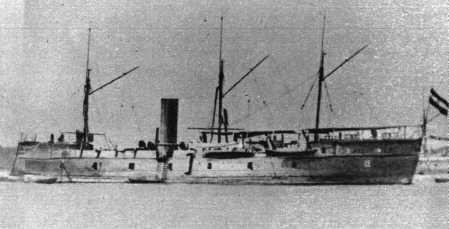
Австрійський флагман «Ерцгерцог Фердинанд Макс»
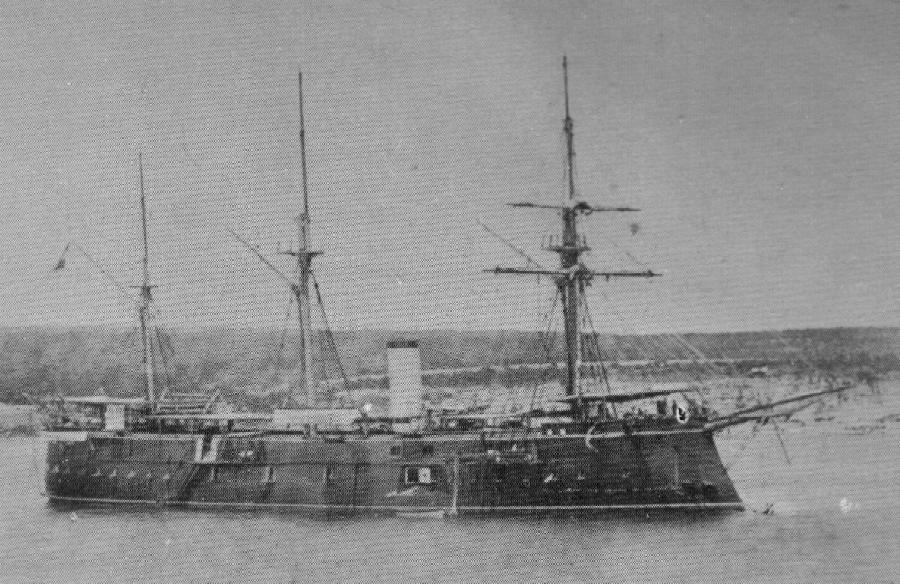
Броненосець «Принц Ойген»
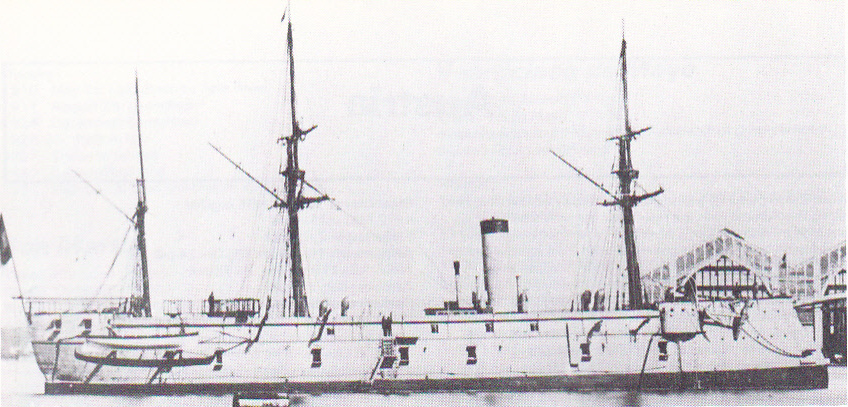
Броненосець «Драхе»
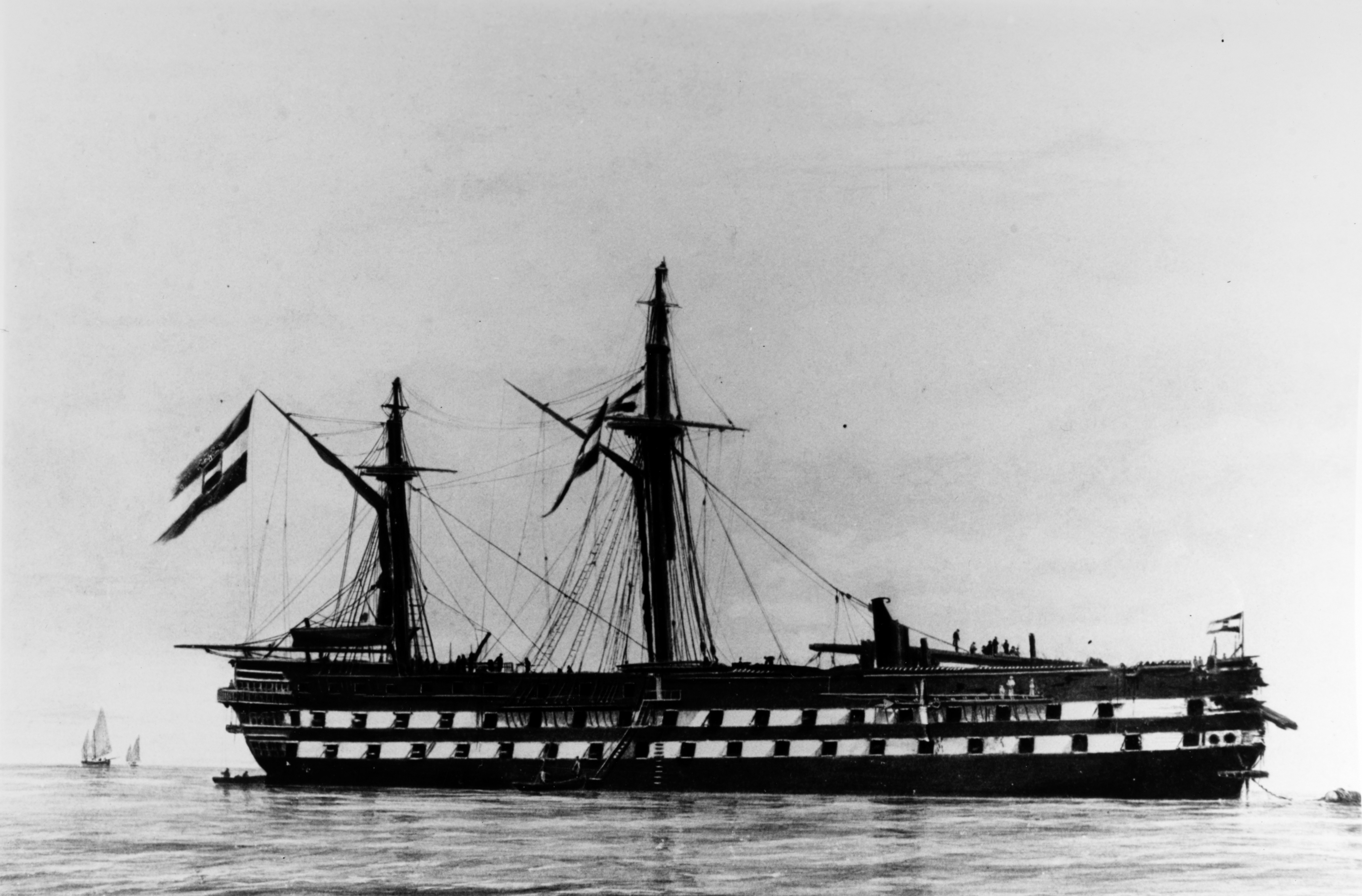
Пошкоджений «Кайзер» після битви
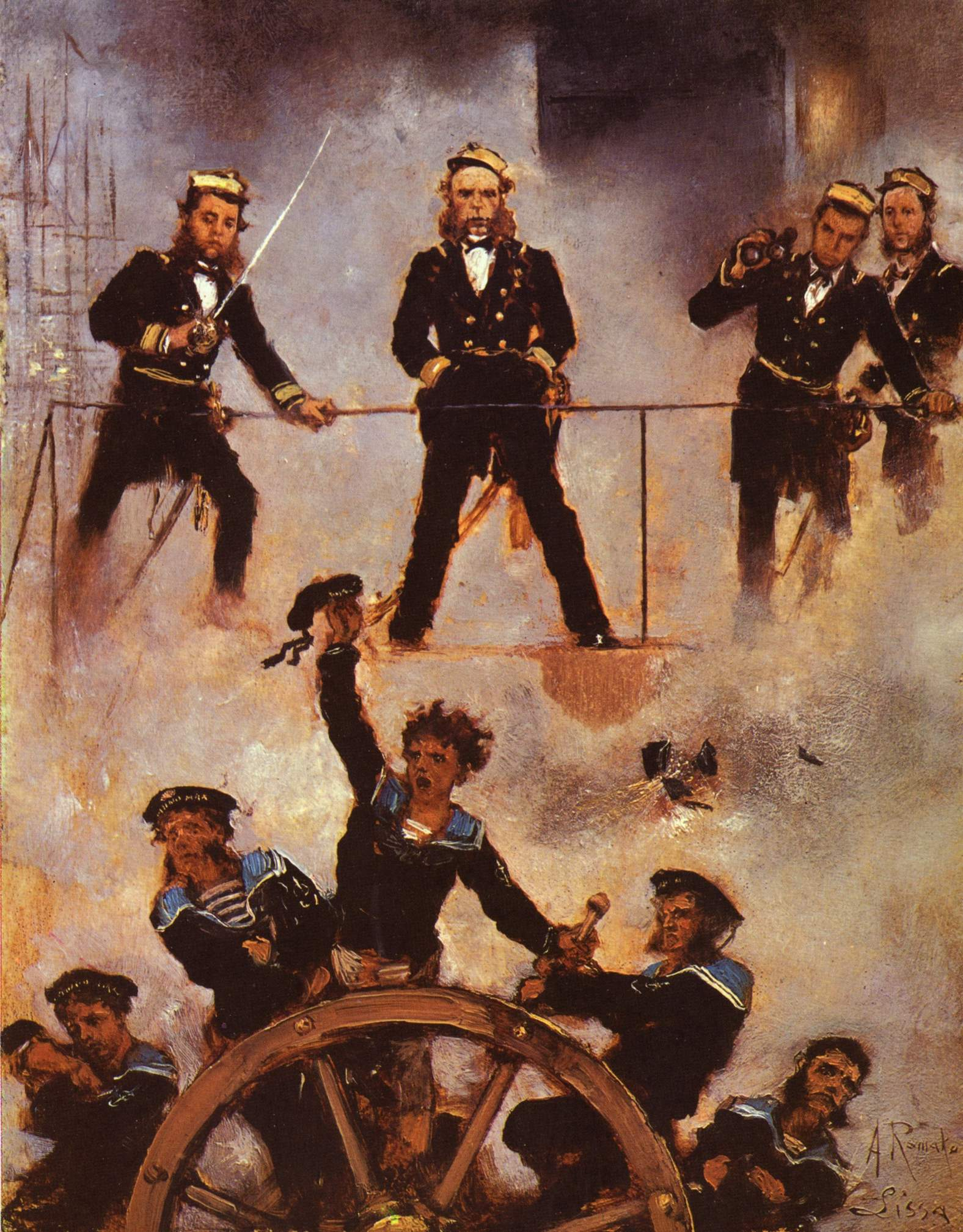
Картина Антона Ромако «Адмірал Тегетгофф в битві біля Лісси» (1878—1880)
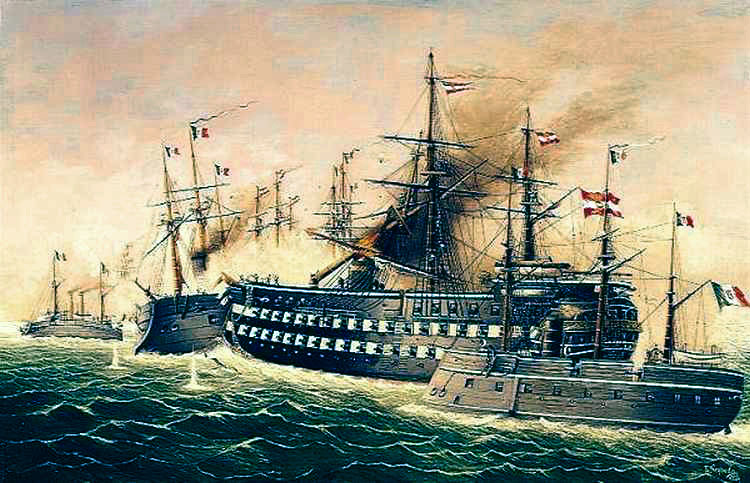
Битва біля Лісси. («Кайзер» таранить «Ре ді Портогалло»). Картина Е. Несбеди
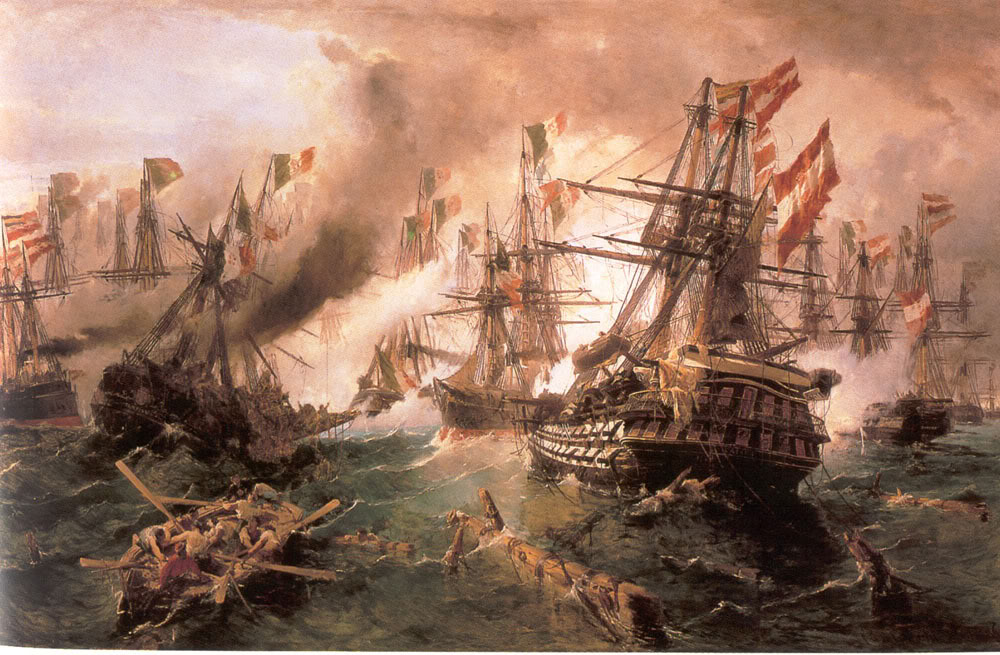
Битва біля Лісси. Картина Костянтина Воланакіса